# Irv Comp
Irving Henry Comp Jr. (Milwaukee, 17 maggio 1919 – Woodruff, 11 luglio 1989) è stato un giocatore di football americano statunitense che ha giocato nei ruoli di quarterback, running back e defensive back per tutta la carriera con i Green Bay Packers della National Football League (NFL).

## Carriera professionistica
Comp vedeva da un occhio solamente. Fu scelto nel corso del terzo giro (23º assoluto) del Draft NFL 1943 dai Green Bay Packers, con cui vinse il campionato NFL nella sua seconda stagione da professionista. Passò coi Packers tutta la carriera professionistica fino al 1949 e nel 1988, un anno prima della morte, fu inserito nella Green Bay Packers Hall of Fame.

## Palmarès

### Franchigia
- Campione NFL: 1

Green Bay Packers: 1944

### Individuale
- Green Bay Packers Hall of Fame

## Statistiche
| Yard passate      | 3.354 |
| Touchdown         | 28    |
| Intercetti subiti | 52    |
| Passer rating     | 41,6  |